# 中国人民解放军陆军步兵学院
中国人民解放军陆军步兵学院，本部位于江西省南昌市，隶属中国人民解放军陆军，是培养新型陆军步兵初级指挥军官的高等教育院校。

## 沿革

### 中国人民解放军南昌陆军学院
- 1949年8月12日，创建华中军事政治大学江西分校，校址设在江西省南昌市望城岗[1][2]。
- 1950年1月1日，更名中南军事政治大学江西分校。
- 1950年8月，更名中南军事政治大学第四分校。
- 1951年3月13日，分出独立，建立中国人民解放军第二十三步兵学校。为军级单位。
- 1952年，第二十三步兵学校、华东第三防空学校训练处、第四军教导营合并，建立中国人民解放军防空学校。1958年9月，防空学校与空军雷达学校合并。
- 1953年，第二十三步兵学校另一部组建中国人民解放军中南军区师范学校。
- 1955年，更名中国人民解放军广州军区第三文化师范学校。
- 1955年5月，更名中国人民解放军南昌步兵学校，归南京军区建制。1960年，划归福州军区领导。
- 1963年1月1日，更名中国人民解放军福州军区步兵学校。
- 1968年，撤销福州军区步兵学校。
- 1973年，在江西省南昌市望城岗的福州军区步兵学校原址上筹建中国人民解放军福州军区军政干部学校。1974年2月成立[3]。
- 1978年1月，更名中国人民解放军福州军区步兵学校。
- 1981年2月，更名中国人民解放军南昌陆军学校。1985年，转隶南京军区。
- 1986年6月9日，升格中国人民解放军南昌陆军学院[2]。1992年，由正军级单位降为正师级单位[4]。1994年，江泽民为学院建院四十五周年题词：“为建设现代化、正规化革命军队培养大批合格人才”[5]。
- 2015年底，在深化国防和军队改革中，由中国人民解放军南京军区转隶中国人民解放军陆军[6]。

### 中国人民解放军石家庄机械化步兵学院
- 1951年3月5日，根据第一次“全国军事学校暨部队训练会议”和中央人民政府人民革命军事委员会关于各大军区及其分校改编为步兵学校的批示精神，中央人民政府人民革命军事委员会总参谋部发布文件，命令各大军区军政大学一律改称“中国人民解放军高级步兵学校”，各分校改称“中国人民解放军步兵学校”，同时统一全军步兵学校番号和数量。在此次改编中，华北军事政治大学改称中国人民解放军第六高级步兵学校；华北军事政治大学获鹿分校、第六十七军军部改建中国人民解放军第三十二步兵学校。
- 1952年6月23日，中央军委发布《关于调整全国军事院校的命令》，该校更名中国人民解放军第九步兵学校，迁至河北省石家庄市。
- 1955年5月30日，国防部命令各步兵学校更改名称，冠以地名。该校更名中国人民解放军石家庄步兵学校。
- 1962年9月，根据中国人民解放军总参谋部、中国人民解放军总政治部联合下发的参校字363号通知，相关步兵学校改称所在军区步兵学校。该校更名中国人民解放军北京军区步兵学校。
- 1969年，根据中央军委批转的军队院校调整方案，撤销北京军区步兵学校。
- 1977年，复建北京军区步兵学校[7]。
- 1980年12月，更名中国人民解放军石家庄陆军学校。
- 1986年6月，升格中国人民解放军石家庄陆军学院。

- 2004年5月，石家庄陆军学院、石家庄陆军指挥学院元氏分院合并，组建中国人民解放军石家庄机械化步兵学院。为全军机械化步兵初级人才培训基地和理论研究中心[8]，副军级。不招收高考生，只承担任职培训。
- 2015年，在深化国防和军队改革中，由中国人民解放军北京军区转隶中国人民解放军陆军[9]。

### 中国人民解放军装甲兵学院
- 1955年4月，根据中央军委指示，以南京军事学院装甲兵系为基础，着手筹建装甲兵学院。1955年8月，国防部指示军委装甲兵负责筹建装甲兵学院。1958年5月26日，国防部命令，以军事学院装甲兵系为基础在山西大同组建兵团级的装甲兵学院。1958年6月1日，中国人民解放军装甲兵学院正式成立，这是中国人民解放军第一所装甲兵高等学府，院址在山西省大同市。许光达兼任院长，张文舟、黄鹄显、谢锐为副院长，李毅为副政委[10][11]。1959年3月5日，装甲兵学院举行建院典礼。
- 1966年，装甲兵学院停止招生[10]。
- 1969年2月17日，撤销装甲兵学院。

- 院长：
  - 许光达[装甲兵司令员兼]1957.9.27---1961.4.19
  - 张文舟[装甲兵副司令员兼]1961.4.19---1964.2.17
  - 黄鹄显1964.2.17---1969.2.3
- 政治委员：
  - 邱相田1959.12.29---1964.6.2
  - 王焕如1965.8.26---1969.2.3
- 副院长：
  - 张文舟1957.9.27---1961.4.19
  - 黄鹄显1957.9.27---1964.2.17
  - 谢锐1958.5.18---1966.3
  - 王胜1964.2.17---1969.2.3
- 副政治委员：
  - 李毅1957.8.---1960.3.29
  - 牛明智1961.7---1965.8.26
- 院革命委员会
  - 主任：　　
    - 王林1967.5.27---1968.4
    - 王焕如1968.4---1969.2

  - 副主任：
    - 范国璋1967.5.27---1968.4（1951年8月华东军区战车独立第5营为基础重新组建战车第53团，团长范国璋）
    - 姜永寿1967.5.27---1968.4
    - 王胜1968.4---1969.2
    - 王晓雄1968.4---1969.2 第一(战术)教研室教员
- 训练部部长：
  - 黄鹄显1957.9---1960.3
  - 南品1960.3---1963.4
  - 傅蠢僧1963.4---1969.2
- 训练部政治委员：
  - 吴泰如1962.8---1963.2
  - 周汉英1966.1---1969.2
- 政治部主任：
  - 牛明智1957.10---1961.7[副政治委员兼]1961.7---1963.11
  - 王林1964.5---1969.2
- 干部部部长：刘国辅1958.4---1958.11
- 科研部部长：南品1958.8---1959.2
- 院务部部长：
  - 李清海1958.4---1962.1.3
  - 黄良诚1962.2.23---1963.11
  - 马良盛1963.11---1969.2
- 院务部政治委员：
  - 黄良诚1959.2---1962.2.23

- 1975年9月1日，根据中央军委1975年3月5日批复，中国人民解放军装甲兵军政干部学校在河北省元氏县成立。军级。
- 1978年1月12日，升格中国人民解放军装甲兵学院。兵团级。1983年5月3日，降为军级。
- 1986年6月9日，更名中国人民解放军装甲兵指挥学院，直属中国人民解放军总参谋部，军级。
- 1992年8月26日，降格中国人民解放军装甲兵学院。师级。
- 1993年6月3日，升格中国人民解放军装甲兵指挥学院。副军级。
- 1999年7月，中央军委主席江泽民签署命令，装甲兵指挥学院、陆军参谋学院合并组建中国人民解放军石家庄陆军指挥学院。其中装甲兵指挥学院改建为中国人民解放军石家庄陆军指挥学院元氏分院[12][13]。

### 中国人民解放军陆军步兵学院
- 2017年，在深化国防和军队改革中，由原南昌陆军学院、石家庄机械化步兵学院合并组建中国人民解放军陆军步兵学院，院本部设在江西省南昌市，石家庄校区设在河北省石家庄市，形成“一校两区、一南一北”的格局[1]。2017年8月1日中国人民解放军建军纪念日，中国人民解放军陆军步兵学院成立挂牌仪式在南昌举行。根据中央军委命令，陆军步兵学院为高等教育院校，副军级，主要承担陆军步兵初级指挥军官、合成营参谋军官、军事学研究生、外军连排级指挥与参谋军官等培训任务[14]。同日，陆军步兵学院石家庄校区也举行了揭牌仪式[15]。

## 历任领导

### 中国人民解放军南昌陆军学院
| 院长 - 陈奇涵（1949年9月—1950年10月，华中军事政治大学江西分校、中南军事政治大学江西分校、中南军事政治大学第四分校校长） - 李梓斌（1950年10月—1951年12月，中南军事政治大学第四分校、第二十三步兵学校校长） - 李敏（1951年12月—1952年，第二十三步兵学校校长） - 王智涛（1952年—1954年11月，防空学校校长） - 阎遐（？—？，中南军区师范学校校长） - 焦红光（？—？，广州军区第三文化师范学校校长） - 李光辉 少将（1955年8月—1960年12月，南昌步兵学校校长） - 徐光友 少将（1960年12月—1968年，南昌步兵学校、福州军区步兵学校校长） - 王林德（1975年5月—1983年5月，福州军区军政干部学校、福州军区步兵学校、南昌陆军学校校长） - 王成斌（1983年5月—1986年10月，南昌陆军学校校长、南昌陆军学院院长） - 章昭薰（1986年10月—1988年8月） - 李培基 少将（1988年8月—1990年5月） - 陈炳德 少将（1990年5月—1992年9月） - 许志龙 少将（1992年9月—1998年3月） - 李增林 少将（1998年3月—2002年7月） - 陈东祥 少将（2002年7月—2009年1月） - 薛本平 少将（2009年1月—2010年） - 黄新炳 大校（2010年—2017年） | 政治委员 - 陈正人（1949年9月—1950年10月，华中军事政治大学江西分校、中南军事政治大学江西分校、中南军事政治大学第四分校政治委员） - 潘寿才 少将（1950年10月—1957年8月，中南军事政治大学第四分校、第二十三步兵学校、防空学校政治委员） - 焦红光（？—？，广州军区第三文化师范学校校长兼政治委员） - 许军成 大校（1955年8月—1964年4月，南昌步兵学校、福州军区步兵学校政治委员） - 董超（1975年5月—1986年10月，福州军区军政干部学校、福州军区步兵学校、南昌陆军学校、南昌陆军学院政治委员） - 杨林雄 少将（1986年10月—1992年9月） - 潘瑞吉 少将（1992年9月—1994年12月） - 戴玉富 少将（1994年12月—2001年4月） - 张华汉 少将（2001年4月—2003年7月） - 颜晓宁 少将（2003年7月—2010年） - 李弘 大校（2010年—2015年） - 黄恩华 大校（2015年—2017年） |

### 中国人民解放军石家庄机械化步兵学院
中国人民解放军石家庄陆军学院
| 院长 - 刘昂（1951年—1952年，第三十二步兵学校校长） - 陈金钰 少将（1952年—1960年，第九步兵学校、石家庄步兵学校校长） - 王寿仁 大校（1960年—1964年，石家庄步兵学校、北京军区步兵学校校长） - 陈雷（1964年—？，北京军区步兵学校校长） - 袁捷（1978年—1983年，北京军区步兵学校、石家庄陆军学校校长） - 李来柱（1983年5月—1985年6月，石家庄陆军学校校长） - 王毅（1985年—？，石家庄陆军学校校长、石家庄陆军学院院长） - 鹿生法 少将（？—1992年，石家庄陆军学院院长） - 王琪 少将（1992年8月—1999年7月，石家庄陆军学院院长） - 王定庆 少将（1999年7月—2003年6月，石家庄陆军学院院长） - 王建盈 少将（2003年6月—2004年5月，石家庄陆军学院院长） | 政治委员 - 张如三（1951年—？，第三十二步兵学校、第九步兵学校政治委员） - 杨言（？—1961年，石家庄步兵学校政治委员） - 陈亚夫 少将（1961年—1965年，石家庄步兵学校、北京军区步兵学校政治委员） - 展化南（1965年—1967年，北京军区步兵学校政治委员；1967年—1969年，北京军区步兵学校革命委员会主任） - 宋双来（1978年—1987年，北京军区步兵学校、石家庄陆军学校、石家庄陆军学院政治委员） - 李宗安 少将（1987年6月—1990年6月，石家庄陆军学院政治委员） - 向旭 少将（1990年6月—1994年12月，石家庄陆军学院政治委员） - 郑荣泉 少将（1994年12月—1999年7月，石家庄陆军学院政治委员） - 杜子文 少将（1999年7月—2002年6月，石家庄陆军学院政治委员） - 魏东普 少将（2002年6月—2004年5月，石家庄陆军学院政治委员） |

中国人民解放军石家庄陆军指挥学院元氏分院
| 院长 - 许光达 大将（1957年9月27日—1961年4月19日，装甲兵学院院长） - 张文舟 少将（1961年4月19日—1964年2月17日，装甲兵学院院长） - 黄鹄显 少将（1964年2月17日—1969年2月3日，装甲兵学院院长） - 王林（1967年5月27日—1968年4月，装甲兵学院革命委员会主任） - 王焕如（1968年4月—1969年2月，装甲兵学院革命委员会主任） - 傅蠢僧（1975年10月20日—1983年6月9日，装甲兵军政干部学校校长、装甲兵学院院长） - 张重远（1983年6月9日—1988年8月，装甲兵学院、装甲兵指挥学院院长） - 郭洪祥 少将（1988年8月—1995年7月，装甲兵指挥学院、装甲兵学院、装甲兵指挥学院院长） - 李小军 少将（1995年7月—1999年6月，装甲兵指挥学院院长） - 陈勇 少将（1999年6月—2002年7月，石家庄陆军指挥学院元氏分院院长） - 兰俊 少将（2002年7月—2004年5月，石家庄陆军指挥学院元氏分院院长） 副院长 - 谢源（？—？，装甲兵学院副院长） - 王胜（？—？，装甲兵学院副院长） - 张济堂（？—？，装甲兵军政干部学校副校长、装甲兵学院副院长） - 燕风（？—？，装甲兵军政干部学校副校长、装甲兵学院副院长） - 王万（？—？，装甲兵学院副院长） - 赵狄元（？—？，装甲兵学院副院长） - 秦殿英（？—？，装甲兵学院副院长） - 孔繁柯 少将（？—？，装甲兵指挥学院副院长） - 李小军 少将（？—1995年7月，装甲兵指挥学院副院长） - 陈勇 少将（？—1999年，装甲兵指挥学院副院长） | 政治委员 - 邱相田 少将（1959年12月29日—1964年6月2日，装甲兵学院政治委员） - 王焕如（1965年8月26日—1969年2月3日，装甲兵学院政治委员） - 牛明智（1975年9月30日—1978年2月4日，装甲兵军政干部学校政治委员；1978年2月4日—1979年2月，装甲兵学院政治委员） - 张大军（1981年6月26日—1982年8月14日，装甲兵学院政治委员） - 罗扬（1983年6月9日—1986年6月9日，装甲兵学院政治委员） - 石翠岩 少将（1986年11月—1990年6月，装甲兵指挥学院政治委员） - 康成仁 少将（1990年6月—1992年8月，装甲兵指挥学院政治委员） - 赵凤鸣 少将（1992年8月—1994年8月，装甲兵指挥学院、装甲兵学院、装甲兵指挥学院政治委员） - 田永清 少将（1994年8月—1998年10月，装甲兵指挥学院政治委员） - 李日明 少将（1999年6月—2002年7月，石家庄陆军指挥学院元氏分院政治委员） - 闫玉贤 少将（2002年7月—2004年5月，石家庄陆军指挥学院元氏分院政治委员） 副政治委员 - 李毅（？—？，装甲兵学院副政治委员） - 牛明智 少将（？—？，装甲兵学院副政治委员） - 郭钦（？—？，装甲兵军政干部学校副政治委员） - 王广德（？—？，装甲兵军政干部学校副政治委员） - 朱子渔（？—？，装甲兵学院副政治委员） - 洪仆（？—？，装甲兵学院副政治委员） - 刘青所（？—？，装甲兵学院副政治委员） - 石翠岩（？—？，装甲兵学院副政治委员） - 刘克礼（？—？，装甲兵指挥学院副政治委员） - 宫学生 少将（？—？，装甲兵指挥学院副政治委员） |

中国人民解放军石家庄机械化步兵学院
| 院长 - 刘海刚 少将（2004年5月—2010年10月） - 王东 少将（2010年10月—2015年3月） - 王静 少将（2015年3月—2017年） | 政治委员 - 魏东普 少将（2004年5月—2009年2月） - 李喜群 少将（2009年2月—2013年） - 徐建勇 少将（2013年—2015年） - 李胜廷 少将（2015年—2017年） |

### 中国人民解放军陆军步兵学院
| 院长 - 徐金华 少将（2017年—） | 政治委员 - 刘勇 少将（2017年—） |

中国人民解放军陆军步兵学院石家庄校区
| 主任 - [[]]（2017年—） | 政治委员 - [[]]（2017年—） |

## 专业设置
2017年招生的本科专业有：
- 作战指挥
- 指挥信息系统工程
- 装甲车辆工程
- 武器系统与工程[1]

## 校区
2017年组建后，陆军步兵学院形成“一校两区、一南一北”的格局：
- 本部（江西省南昌市新建区长征西路2001号）[1]
- 石家庄校区（河北省石家庄市鹿泉区上庄镇）[1]